# Rebekah Jones
Rebekah Danielle Jones (25 de julho de 1989) é uma cientista de dados e geógrafa americana, especializada em usar dados do Sistema de Informação Geográfica (SIG) para rastrear furacões, epidemiologia e climatologia. Ela alega ter sido demitida de seu emprego no Departamento de Saúde da Flórida em 2020 porque se recusou a esconder dados a respeito da COVID-19 no estado, o que autoridades da Flórida negam afirmando que ela foi demitida por "insubordinação". Essa situação atraiu atenção midiática e fez com que parte da imprensa a considerasse uma denunciante, porém a veracidade das suas alegações é contestada.
Em agosto de 2021, ela declarou sua intenção de concorrer contra Matt Gaetz pelo 1º distrito congressional da Flórida como parte das eleições da Câmara dos Deputados dos Estados Unidos em 2022 na Flórida.

## Educação e carreira
Jones se formou a nível cum laude na S. I. Newhouse School of Public Communications e na Maxwell School of Citizenship and Public Affairs da Universidade de Syracuse com graduação dupla em ciências da terra e jornalismo em 2012. Ela recebeu um duplo mestrado em geografia e comunicação na Universidade do Estado da Louisiana em 2014.
Jones também estudou no departamento de geografia da Universidade Estadual da Flórida (FSU na sigla em inglês) de 2016 até 2018, onde ela estava trabalhando com ênfase em ciência de dados para obter o seu PhD. Entretanto, Rebekah não concluiu o PhD.
Em setembro de 2018, ela se tornou analista de informações geográficas do Departamento de Saúde da Flórida em Tallahassee. De novembro de 2019 até maio de 2020, Jones foi gerente do SIG para o departamento, onde ela ajudou a criar uma apresentação geoespacial para o Furacão Michael. Ela usou o software do Sistema de Informação Geográfica para criar o painel de controle da COVID-19 do Departamento de Saúde da Flórida.
Em um artigo escrito por Christina Pushaw (atual secretária de imprensa do governador da Flórida, Ron DeSantis) no site Human Events, é afirmado que ela não concluiu o PhD porque teria sido suspensa e demitida da FSU após um de seus ex-alunos acusá-la de "ciberassédio sexual", se utilizando como prova para essa alegação um manifesto de 342 páginas a respeito dela. Em 2020, quando o jornal Daily Mail havia divulgado uma reportagem com uma alegação de teor semelhante, Rebekah respondeu ao tabloide afirmando que ela havia sido dispensada da universidade com a possibilidade de se matricular novamente porque, alegadamente, havia feito sexo com um colega de classe. Que o relacionamento com o estudante havia se iniciado quando ambos eram alunos no mesmo curso e que nunca havia feito assédio sexual contra ele e que não estava sendo investigada por isso.

## Demissão do Departamento de Saúde da Flórida
Em 5 de maio de 2020, Jones foi demitida de sua posição no Departamento de Saúde da Flórida. Ela afirmou que havia sido pressionada a, estrategicamente, alinhar os dados de casos de COVID-19 na Flórida com o objetivo do governo de reabrir o estado, em resposta ela lançou dados independentes a respeito da COVID-19 para o estado. Jones não desafiou os dados oficiais em casos, mortes, hospitalizações ou testes, e utilizou esses dados no seu próprio painel. As suas alegações iniciais foram divergências a respeito do método pelo qual o estado estava computando as taxas de testes positivos, que havia sido anteriormente anunciada em 24 de abril, e a política estadual para a reabertura de condados rurais, que seria permitida pelas normas federais.
Seu painel também diferia do oficial na forma como apresentava os testes: o primeiro contava o número de pessoas testadas, enquanto o último contava o número de testes administrados. Jones também alegou que o estado ordenou que ela excluísse resultados de teste positivos de janeiro de 2020. Um porta-voz do Departamento de Saúde respondeu que as datas a que Jones se referiu eram "datas de eventos" que correspondiam a àquelas em que os indivíduos podem ter entrado em contato com o vírus, em vez de datas em que o teste foi positivo. O porta-voz também criticou o painel de COVID-19 de Jones por incluir testes de anticorpos para contagem de testes de vírus com testes de anticorpos e por contar as mortes de não residentes.
Ron DeSantis negou as acusações, dizendo que ela não forneceu provas. O governador alegou que ela foi demitida por tomar decisões unilaterais sobre o painel sem consultar outros membros da equipe e ainda afirmou que ela não era uma cientista de dados, pois ela foi chamada disso por boa parte da imprensa americana.